# Severodonetsk
Severodonetsk (en ruso: Северодонецк tr.: Sievierodanietsk; en ucraniano: Сіверськодонецьк [ˌsiwɛrsʲkodoˈnɛtsʲk]) es una ciudad a orillas del río Donets perteneciente al óblast de Lugansk, al este de Ucrania. Es el centro administrativo del raión homónimo, aunque hasta 2020 no pertenecía al mismo ya que fue una ciudad de importancia regional.
Desde el 11 de octubre de 2014, Severodonetsk ha sido la sede provisional del óblast de Lugansk y Kramatorsk la del óblast de Donetsk, tras los acontecimientos que rodearon la guerra del Dombás.
Severodonetsk tiene varias fábricas y un importante centro de producción química de nitrógeno.

## Toponimia
La ciudad aparece en mapas más antiguos como Donets (Donetz, Donez) por el río Donets. Severodonetsk significa "Donetsk del norte".

## Geografía
Severodonetsk se encuentra en el noroeste del óblast de Luhansk, a 110 km de Lugansk, la capital de iure del óblast. Se encuentra en la margen izquierda del río Donéts, en la confluencia del río Borovaya, y está conectado con Lisichansk por tres puentes.
La ciudad está ubicada en la zona esteparia y se levanta sobre dunas de arena y suelos de ríos. El terreno dentro de la ciudad y sus alrededores es plano con elevaciones leves (50-80 m sobre el nivel del mar). Alrededor de Severodonetsk, los bosques de llanura aluvial crecen en suelos aluviales cortados por numerosos lagos en forma de meandro del Donéts.

### Clima
Severodonetsk tiene clima continental húmedo (Dfb) según la clasificación climática de Köppen. Los veranos son cálidos y, a veces, húmedos, con temperaturas máximas promedio de 26-27 °C y mínimas de 14-15 °C. Los inviernos son relativamente fríos con temperaturas máximas promedio de -1 °C y mínimas de -8 a -6 °C. La primavera y el otoño son generalmente fríos a templados.

## Historia

### De 1934 a 1951
La fundación de la ciudad moderna de Severodonetsk está estrechamente relacionada con el comienzo de la construcción de la planta de fertilizantes nitrogenados de Lisichansk dentro de los límites de Lisichansk en 1934. La propia ciudad de Donets era parte de Lisichansk. El primer asentamiento de trabajadores en el sitio de construcción fue Liskhimstroy, cerca de Donets, en 1934. En septiembre de 1935, se inauguró la primera escuela en el asentamiento, se inició la producción de una planta de ladrillos de silicato y se construyeron las tres primeras casas residenciales de dos pisos. En 1940, había 47 casas, una escuela, un club, un jardín de infancia, una guardería y 10 edificios de una planta de combinación química en Liskhimstroy.
Durante la Segunda Guerra Mundial, Liskhimstroy fue ocupada por tropas alemanas el 11 de julio de 1942. Fue liberada por el Ejército Rojo el 1 de febrero de 1943. El 10 de diciembre de 1943 comenzaron los trabajos para restaurar y ampliar la planta de fertilizantes nitrogenados de Lisichansk. También se restauró por completo el parque de viviendas de antes de la guerra, que ascendía a 17.000 metros cuadrados.
En 1950, se propusieron cuatro variantes de un nuevo nombre para Lisjimstrói: Svetlograd, Komsomolsk del Donets, Mendeleyevsk y Severodonetsk. En el mismo año, Liskhimstroy pasó a llamarse Severodonetsk, en honor al río Donets, y recibió el estatus de ciudad. El día 1 de enero de 1951, la planta química produjo su primera producción de nitrato de amonio.

### Guerra ruso-ucraniana
Durante la primera fase de la guerra ruso-ucraniana, Severodonetsk fue capturada por milicianos prorrusos en mayo de 2014. No se celebraron elecciones presidenciales de Ucrania en 2014 en la ciudad ya que los militantes no permitieron que se abrieran los lugares de votación y gran parte de las propiedades de la comisión electoral fueron robadas o destruidas. El 22 de julio de 2014, las fuerzas ucranianas recuperaron el control de la ciudad. Los intensos combates continuaron alrededor de la ciudad durante varios días; el 23 de julio de 2014, la Guardia Nacional de Ucrania y el Ejército de Ucrania emitieron un comunicado en el que decían que «continuaban con la limpieza de Sieverodonetsk».
Un puente que cruza el río Donets sufrió graves daños durante los combates. Éste fue reinaugurado en diciembre de 2016, financiado al 93,8 % con fondos de la Unión Europea. Debido a la guerra, en donde los separatistas controlan la ciudad de Lugansk, la capital del óblast fue reubicada por el gobierno ucraniano temporalmente en Severodonetsk.

#### Invasión rusa de Ucrania de 2022

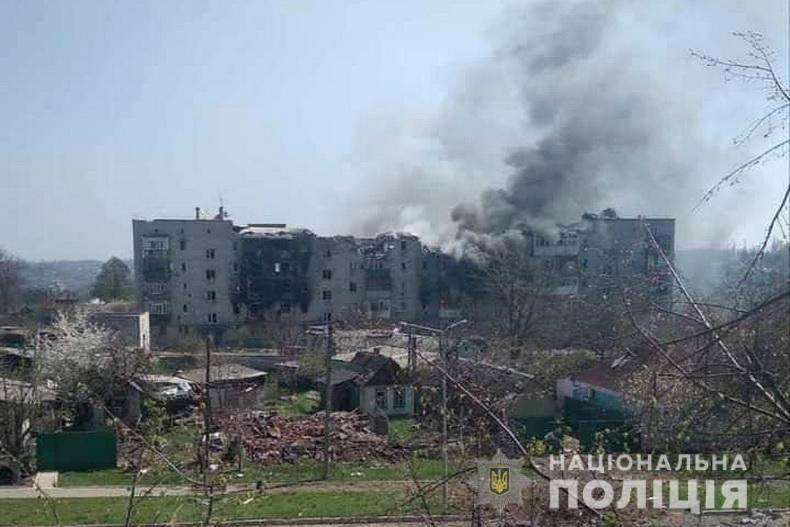
Mayo de 2022.

Alrededor de las 15:00 del 28 de febrero, las tropas rusas comenzaron a bombardear la ciudad. Según Serhiy Haidái, gobernador del óblast de Lugansk, hubo una víctima y varios heridos. Los gasoductos también fueron golpeados.
El 2 de marzo, se informó de combates en casi todas las aldeas cercanas a Severodonetsk. Las fuerzas rusas continuaron bombardeando la ciudad, incluido un gimnasio escolar que actuaba como refugio antiaéreo. No se reportaron muertes. A las 15:20 de ese día, fuentes ucranianas afirmaron que las tropas rusas intentaron ingresar a la ciudad, pero fueron repelidas.
Para el 6 de abril, las fuerzas rusas supuestamente habían capturado el 60 % de la ciudad de Rubizhne, proyectiles y cohetes caían en la ciudad en "intervalos regulares y sostenidos".
El 7 de abril, las fuerzas de la Brigada de Asalto de Montaña 128 llevaron a cabo una ofensiva que, según se informa, alejó a las fuerzas rusas de 6 a 10 kilómetros de la ciudad de Kreminná. El ministro de Relaciones Exteriores de Ucrania, Dmytró Kuleba, declaró que la batalla de Donbás "les recordaría la Segunda Guerra Mundial".
Para el 9 de abril, elementos de la 4ª División de Tanques de la Guardia Rusa se estaban concentrando cerca de Sievierodonetsk. Durante los siguientes tres días, las fuerzas rusas atacaron repetidamente la ciudad, pero no ganaron terreno.
El 18 de abril, Rusia renovó su ofensiva en el este de Ucrania, lanzando ataques aéreos en Sievierodonetsk.
El 6 de mayo, las fuerzas rusas y LPR lograron avances en las afueras de Sievierodonetsk, atacando el pueblo de Voevódivka, justo al norte de la ciudad, al tiempo que capturaban el pueblo de Vóronove al sureste. Otros pueblos también fueron atacados en un intento de rodear la ciudad. Posteriormente, el alcalde de la ciudad, Oleksandr Stryuk, informó que Sievierodonetsk estaba "prácticamente rodeada".Durante los días siguientes, las fuerzas rusas y separatistas atacaron Bilohórivka, Voevódivka y Lysychansk, con la intención de aislar Sievierodonetsk del sur. También capturaron Popasna.
El 27 de mayo, Rusia inició su ataque terrestre directo contra Sievierodonetsk, a pesar de no haber rodeado aún la ciudad. Los kadyrovitas chechenos capturaron un hotel en la ciudad del norte. Mientras tanto, otras fuerzas rusas y separatistas continuaron sus intentos de formar un bolsillo en las áreas urbanas que atacan desde el norte cerca de Rubizhne y el suroeste en Ustynka y Borýsovske. Más al oeste, Rusia continuó avanzando lentamente en varias áreas, como Limán y Síversk, para interrumpir las líneas de suministro ucranianas a Sievierodonetsk-Lysychansk.
Al día siguiente, Rusia logró algunas zonas limitadas en Sievierodonetsk. El Instituto para el Estudio de la Guerra argumentó que la batalla ya estaba resultando muy costosa para las fuerzas rusas en este punto y posiblemente agotó sus capacidades ofensivas. Tanto Rusia como Ucrania han sufrido grandes pérdidas, pero las de los contingentes prorrusos eran más difíciles de reemplazar. Las fuerzas rusas retuvieron brevemente la última carretera hacia las ciudades sitiadas, la carretera Lysychansk-Bajmut, aunque las fuerzas ucranianas afirmaron haber repelido finalmente a las fuerzas rusas.
El 29 de mayo, Ramzán Kadírov afirmó que la ciudad estaba bajo el control total de Rusia.
Para el 1 de junio, a raíz de información multimedia en la que se mostraba a combatientes chechenos en varios puntos del centro de la ciudad e incluso en la sede del Servicio de Seguridad de Ucrania, se estima que el ejército ruso controla ya la mayor parte de la ciudad.
El 8 de junio, Serhiy Haidái dijo: “Nadie va a abandonar la ciudad, aunque nuestro ejército tenga que retirarse a posiciones más fortificadas, ya que la ciudad está siendo bombardeada constantemente. Aún así, eso no significaría que la ciudad está abandonada”. Rusia declaró: “el grupo ucraniano en Donbás sufre pérdidas significativas en mano de obra, armas y equipo militar”. El Ministerio de Defensa del Reino Unido dijo: “es poco probable que alguna de las partes haya ganado terreno significativo en las últimas 24 horas”. Más tarde ese mismo día, Serhiy Haidái admitió que el Ejército de Ucrania fue empujado hacia las afueras de la ciudad debido a un intenso bombardeo ruso.
El 24 de junio, después de tomar las ciudades ucranianas de Hirske, Zoloté, Myrna Dolina y Toshivka, el mando ucraniano ordena retirar a sus fuerzas de Severodonetsk al verse en riesgo de ser embolsadas por las fuerzas rusas. Rusia por su parte informó la captura de la totalidad de la ciudad horas más tarde.

## Demografía
| Gráfica de evolución de Severodonetsk entre 1939 y 2020 |
|                                                         |

En el censo de 2001 el 69.85% de la población declaró que su lengua materna es el ruso y el 29.19% el ucraniano.

## Economía
Es un importante centro industrial, con el 22.18% de la producción industrial del óblast. La principal fuente de ingresos de la ciudad proviene de la industria química y cuenta con 32 grandes empresas industriales y 1.200 empresas privadas que sirven a la industria. Se destacan la fábrica química Azot, una de las plantas químicas más grandes de Europa, y la de vidrio Impulse.
La construcción de la planta M8 se inició en 1963 con el fin de proporcionar a la URSS materiales semiconductores de germanio (Ge) y galio (Ga), que forman parte del carbón de las minas de Lisichansk, con un contenido de Ge de 50 g/t. Sin embargo el contenido inicial de germanio en la materia prima no fue suficiente aunque el problema se terminó solucionando y la fábrica produjo semiconductores para la URSS.

## Infraestructura

### Educación
Severodonetsk tiene una red desarrollada de instituciones educativas de todo tipo, desde instituciones y centros de educación primaria hasta superior. Cada año, unos tres mil estudiantes de otras ciudades vienen a estudiar a Severodonetsk. En total, hay aproximadamente 6000 estudiantes, 9706 escolares, 4112 niños en edad preescolar en la ciudad. Algunas de las más importantes son la Universidad Nacional de Ucrania Oriental Volodymyr Dahl o la Universidad Estatal de Asuntos Internos de Luhansk.

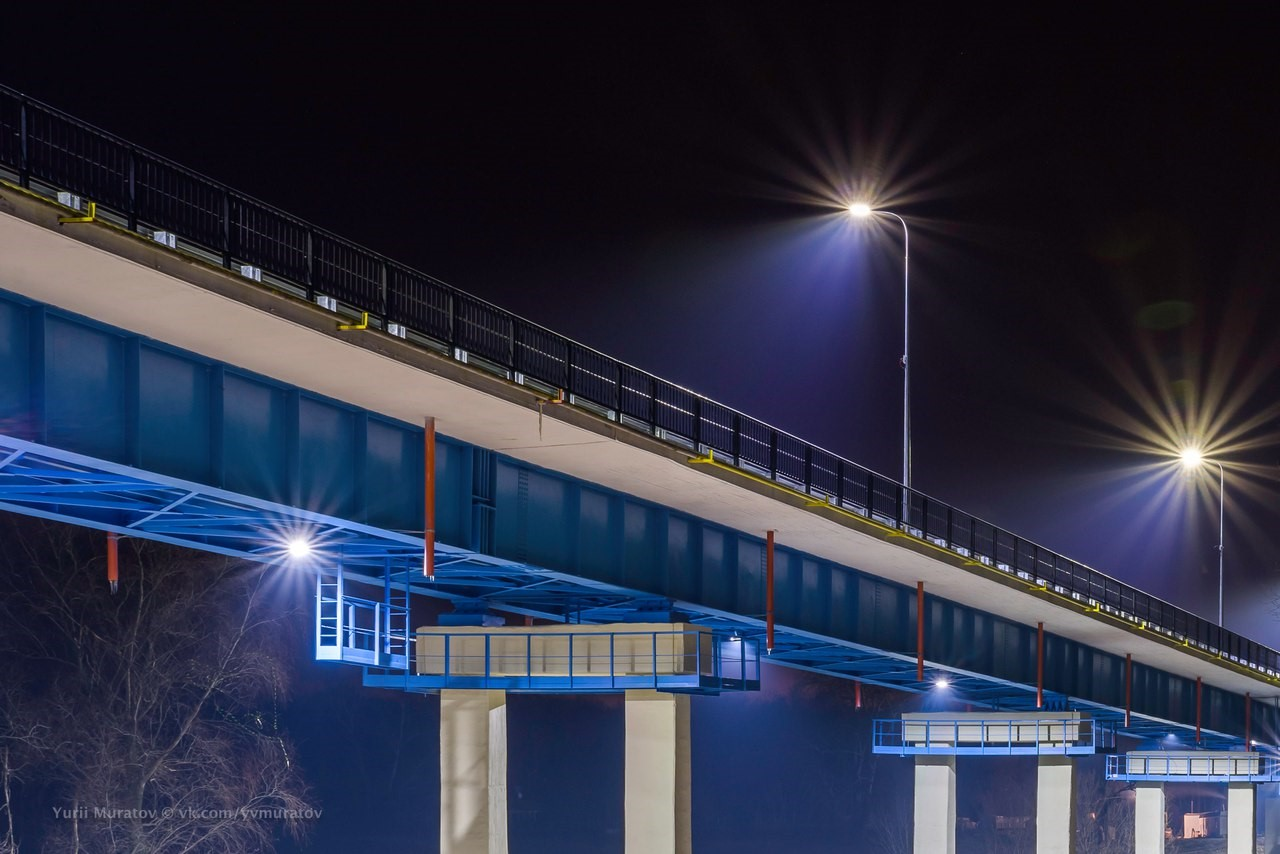
Puente sobre el Severskydonetsk.

### Transporte
Hay un aeropuerto nacional a 6 km al sur de Severodonetsk.

## Cultura

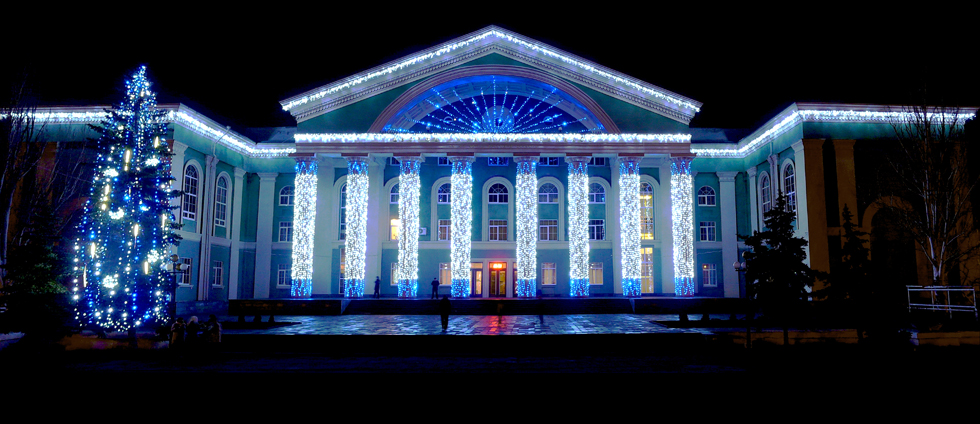
Palacio de la Cultura de la Ciudad.

Un periódico local se publica en la ciudad desde abril de 1965.

### Arquitectura

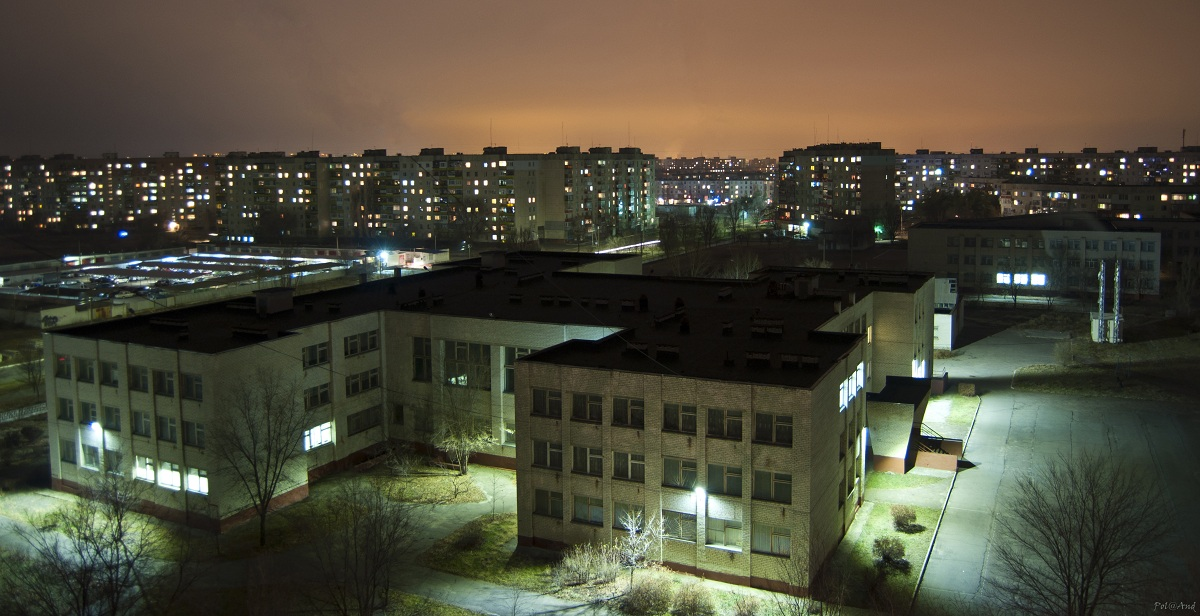
Nuevos distritos.

La ciudad es el centro de la diócesis de Severodonetsk y por lo tanto tiene su propia catedral, la catedral de la Natividad del Santo Cristo, templo construido en 2001 en forma de cruz con muchas cúpulas y espadaña. Otras iglesias importantes en la ciudad son la Iglesia de la Santa Cruz (1996) y la Iglesia del Icono de la Madre de Dios "Ternura" (1993).

### Deporte
La ciudad ha tenido dos clubes de fútbol importantes en su historia: el FC Khimik Sieverodonetsk, club que participó en las ligas soviéticas de Ucrania, posteriormente en la liga ucraniana y se disolvió en 1998; y el FC Molniya Sieverodonetsk, cuyo mayor éxito fue quedar 4º clasificado en la Segunda división de Ucrania.

El primer campeonato ucraniano de bandy, en el año 2012, resultó en el club local Azot Severodonetsk convirtiéndose en campeón nacional.

## Ciudades hermanadas
Severodonetsk está hermanada con las siguientes ciudades:
- Ceadîr-Lunga, Moldavia
- Jelenia Góra, Polonia
- Sérpujov, Rusia
- Rivne, Ucrania